# Remembrance Sunday

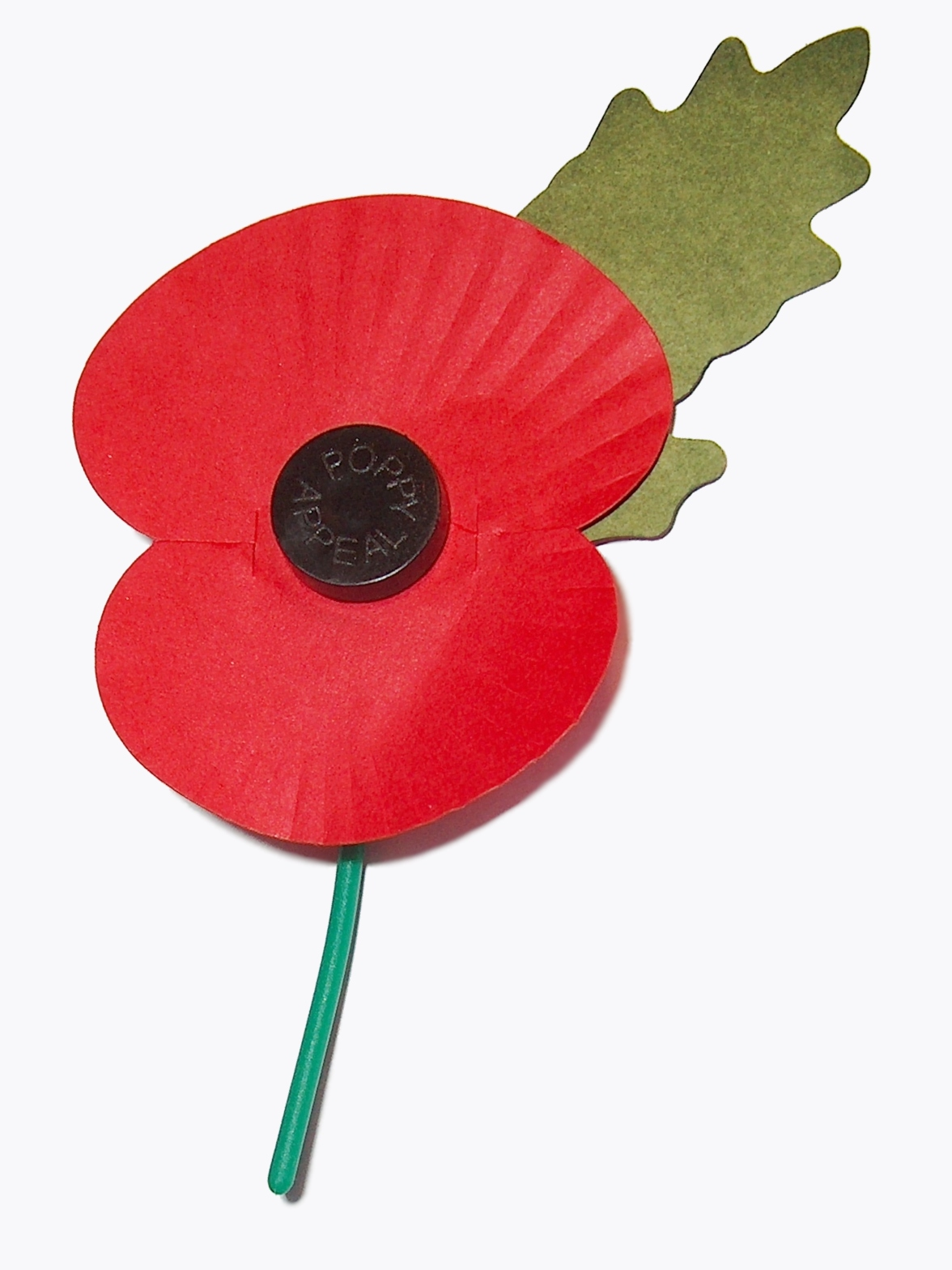
Die Remembrance Poppy ist eine (meist künstliche) Mohnblume, die am Remembrance Sunday und in den davorliegenden Wochen im Vereinigten Königreich sowie einigen anderen Ländern getragen wird

Remembrance Sunday ist ein Gedenktag im Vereinigten Königreich und dem Commonwealth of Nations, der an den Beitrag der britischen und aus dem Commonwealth stammenden Soldaten und Zivilisten erinnert, die in den beiden Weltkriegen und späteren Konflikten Dienst taten. Er wird jährlich am zweiten Sonntag im November gefeiert, also dem Sonntag, der dem 11. November (Armistice Day) am nächsten liegt. Letzterer markiert den Jahrestag der Einstellung der Kampfhandlungen im Ersten Weltkrieg durch den Waffenstillstand von Compiègne 1918.

## National Service of Remembrance in London

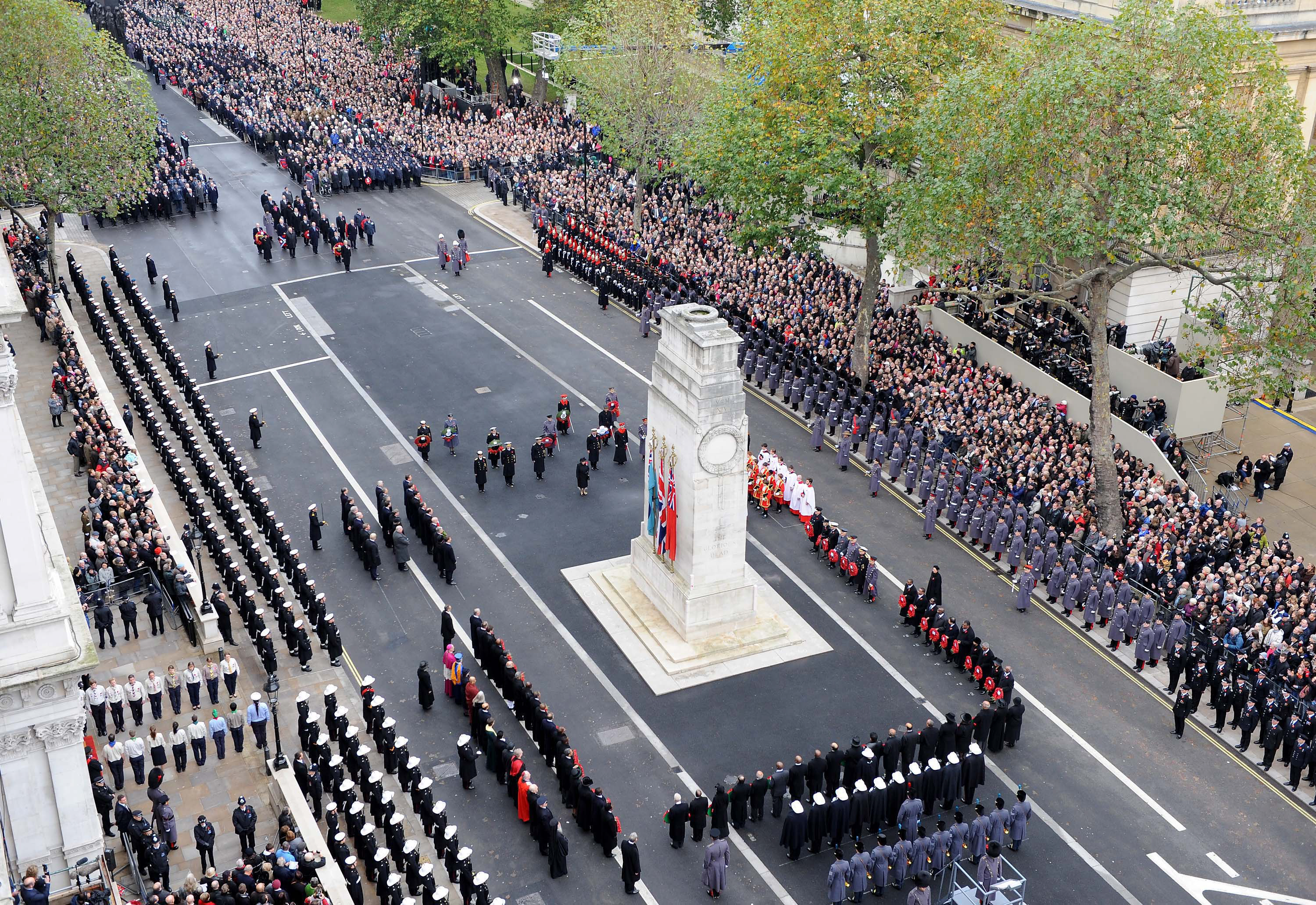
Remembrance Sunday am Kenotaph, 2010

Im Vereinigten Königreich findet am Remembrance Sunday ein National Service of Remembrance am Londoner Kenotaph statt. Nach zwei Schweigeminuten werden Kränze abgelegt. Der erste Kranz wurde traditionell vom Monarchen abgelegt, seit 2017 übernahm dies der damalige Prince of Wales Charles III. Danach folgen Mitglieder der königlichen Familie, der Premierminister und andere Regierungschefs des Commonwealth (sofern anwesend), weitere Politiker und diplomatische Vertreter des Commonwealth und der britischen Überseegebiete, sodann Vertreter der Streitkräfte und ziviler Dienstorganisationen. Der Bischof von London hält dann eine kurze Andachtsrede.
Nach der Zeremonie findet ein Vorbeimarsch von Veteranen statt, der von der Royal British Legion organisiert wird. Wenn der Marsch das Guards Memorial gegenüber der Horse Guards Parade erreicht, nimmt ein Mitglied der königlichen Familie einen Salut entgegen.
2018 nahm mit Bundespräsident Frank-Walter Steinmeier erstmals ein deutsches Staatsoberhaupt an den Feierlichkeiten am Kenotaph teil. Die britische Regierung wertete dies als „historischen Akt der Versöhnung“ zwischen den beiden Ländern.

## Weitere regionale Veranstaltungen im Vereinigten Königreich

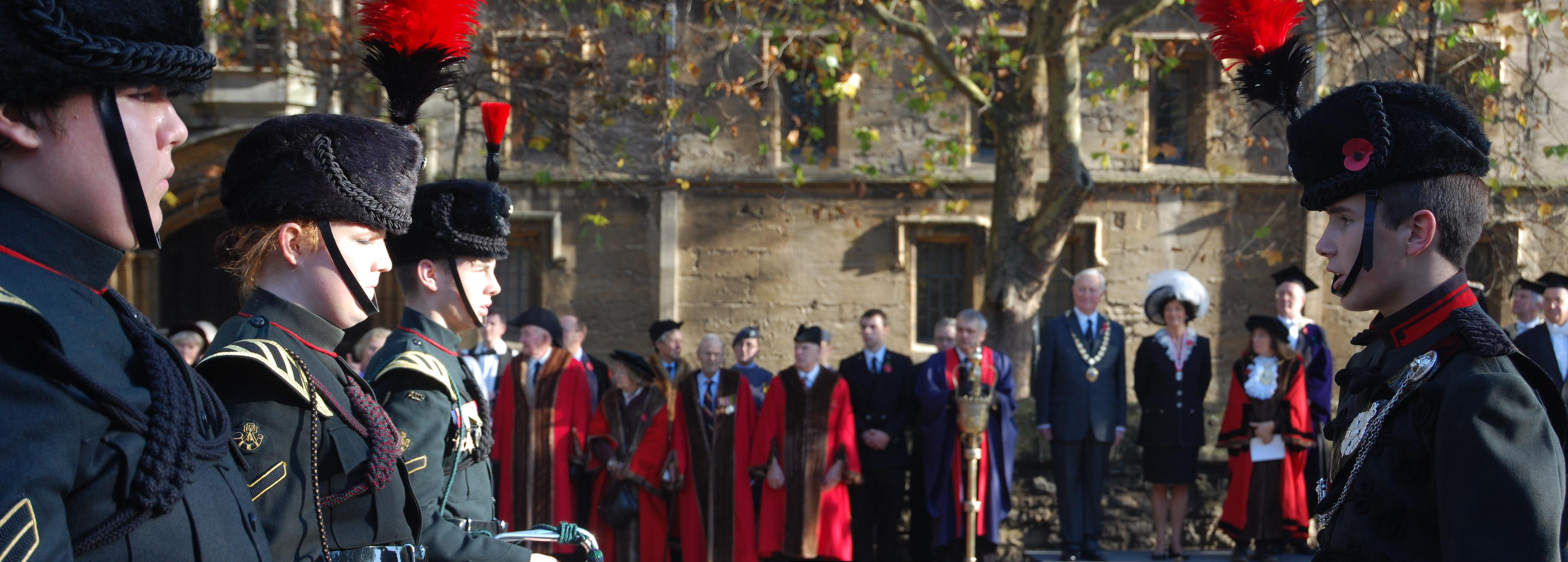
Remembrance Sunday Parade in Oxford, 2011

Ähnliche Veranstaltungen wie in London finden in den Hauptstädten der Landesteile statt, so am Scottish National War Memorial in Edinburgh, dem Welsh National War Memorial in Cardiff und dem Northern Ireland War Memorial in Belfast. Hinzu kommen zahlreiche Gedenkveranstaltungen in kleineren Orten.

## Veranstaltungen außerhalb des Vereinigten Königreichs
In der Republik Irland findet jährlich am Remembrance Sunday ein ökumenischer Gottesdienst in der Dubliner St. Patrick’s Cathedral statt. Ähnliche kirchliche Veranstaltungen finden an vielen Orten statt, in denen anglikanische Kirchen oder die Church of Scotland vertreten sind. Auch an Orten außerhalb des Commonwealth, die zentralen Erinnerungscharakter besitzen, wie dem Menin Gate in Ypern, finden an diesem Tag Zeremonien statt.

## Zusammenhang mit anderen Gedenktagen
Von 1919 bis 1945 war der Armistice Day am 11. November der alleinige Gedenktag. Danach wurden die Feierlichkeiten auf den Remembrance Sunday verlegt, aber seit dem 50. Jahrestag des Endes des Zweiten Weltkriegs 1995 werden sowohl Armistice Day als auch Remembrance Sunday begangen.
Im Jahr 2006 schlug Schatzkanzler Gordon Brown vor, dass zusätzlich zum Remembrance Sunday ein neuer Gedenktag zur Anerkennung der Leistung der Veteranen eingeführt werden sollte. Dieser „Veterans Day“, der im Sommer begangen wurde, erfüllte damit die Funktion des gleichnamigen Veterans Day in den Vereinigten Staaten. Dieser Gedenktag heißt seit 2009 „Armed Forces Day“, um sämtliche gegenwärtigen und früheren Angehörigen der Streitkräfte zu ehren.